# Хит (Охајо)
Хит (енгл. Heath) град је у америчкој савезној држави Охајо.

## Демографија
По попису из 2010. године број становника је 10.310, што је 1.783 (20,9%) становника више него 2000. године.
| Група             | 2000.         | 2010.         |
| Белци             | 8.095 (94,9%) | 9.573 (92,9%) |
| Афроамериканци    | 169 (2,0%)    | 271 (2,6%)    |
| Азијати           | 70 (0,8%)     | 74 (0,7%)     |
| Хиспаноамериканци | 86 (1,0%)     | 157 (1,5%)    |
| Укупно            | 8.527         | 10.310        |